# Třída Hunt (1978)
Třída Hunt je třída minolovek Britského královského námořnictva. Jsou určeny k vyhledávání a ničení min. Jsou to největší válečné lodě, jejichž trup je vyroben ze sklolaminátu. Britové jich do služby zařadily celkem 13 jednotek. Vždy dvě vyřazené minolovky později odkoupily Řecko a Litva. Většina jich je stále v aktivní službě.

## Stavba
V letech 1980–1989 britské námořnictvo zařadilo do služby 13 jednotek této třídy. Téměř všechny je postavila loděnice Vosper Thorneycroft ve Woolstonu, přičemž jedinou výjimkou je Middleton postavená v Glasgow loděnicí společnosti Yarrow Shipbuilders.
Jednotky třídy Hunt:
| Jméno              | Zahájení stavby | Spuštěna | Zařazena do služby | Status |
| ------------------ | --------------- | -------- | ------------------ | --- |
| Brecon (M29)       | 1975            | 1978     | 21. března 1980    | Vyřazena 2005. |
| Ledbury (M30)      | 1977            | 1979     | 11. června 1981    | Aktivní. |
| Cattistock (M31)   | 1979            | 1981     | 16. června 1982    | Aktivní. |
| Cottesmore (M32)   | 1979            | 1982     | 24. června 1983    | Vyřazena 2005. Získala ji Litva jako Skalvis, aktivní. |
| Brocklesby (M33)   | 1980            | 1982     | 3. února 1983      | Aktivní. |
| Middleton (M34)    | 1980            | 1983     | 15. srpna 1984     | Aktivní. |
| Dulverton (M35)    | 1981            | 1982     | 4. listopadu 1983  | Vyřazena 2005. Získala ji Litva jako Kuršis, aktivní. |
| Bicester (M36)     | 1985            | 1985     | 14. února 1986     | Vyřazena, roku 2000 ji získalo Řecko jako Europe (M62), aktivní. |
| Chiddingfold (M37) |                 | 1983     | 26. října 1984     | Aktivní. |
| Atherstone (M38)   | 1984            | 1986     | 30. ledna 1987     | Vyřazena 2017. |
| Hurworth (M39)     | 1983            | 1984     | 19. července 1985  | Aktivní. |
| Berkeley (M40)     | 1985            | 1986     | 14. ledna 1988     | Vyřazena, roku 2001 ji získalo Řecko jako Kallisto (M63). Dne 27. října 2020 se poblíž Pirea srazila s kontejnerovou lodí Maersk Launceston. Minolovka při srážce přišla o záď. |
| Quorn (M41)        | 1986            | 1988     | 21. dubna 1989     | Vyřazena 2017. Zakoupí ji Litva. |

## Konstrukce

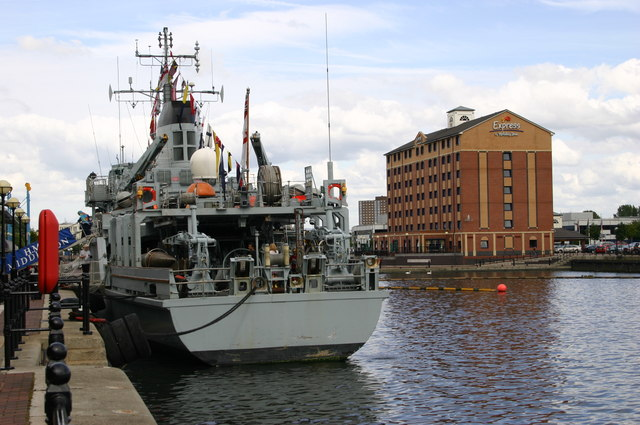
HMS Middleton (M34)

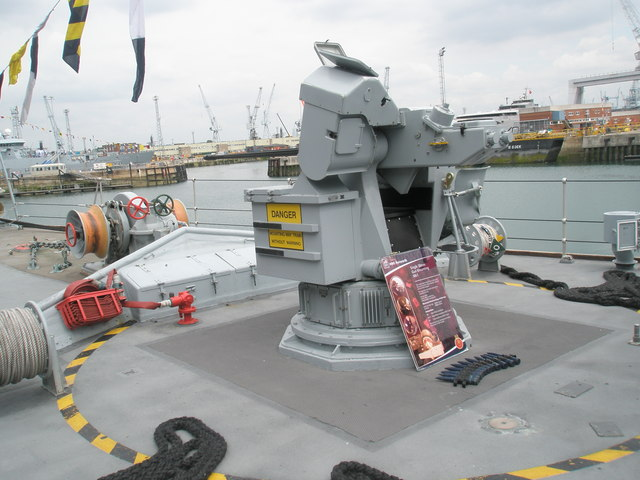
Příďový 30mm kanón

Plavidla jsou postavena převážně z laminátu a dalších nemagnetických materiálů. Například trup plavidel je zhotoven ze sklolaminátu a je vysoce odolný proti podmořským výbuchům. Plavidla jsou vybavena sonarem Thales UK typu 2193 (původně měly starší typ 1007) a radarem typu 193M. Palubní systémy dovolují hledat miny až do hloubky 80 metrů. Nalezené miny jsou likvidovány pomocí dálkově ovládaných prostředků Seafox C (do roku 2008 byly vybaveny starším typem Eca PAP 104 mk3) či pomocí potápěčů, kteří z lodi vystupují dekompresní komorou pro dvě osoby. Obrannou výzbroj tvoří jeden 30mm kanón MSI DS 30B s dostřelem 20 km a dva šestihlavňové rotační 7,62mm kulomety Dillon Aero M134. Pohonný systém tvoří dva diesely Ruston-Paxman 9-59K, roztáčející dvojici lodních šroubů. Nejvyšší rychlost dosahuje 17 uzlů.

## Uživatelé
Spojené království
- Britské královské námořnictvo – Postaveno 12 jednotek. Ve službě zůstává osm z nich. Jejich domovskou základnou je Portsmouth.[4]

 Řecko
- Řecké námořnictvo – 2 jednotky zakoupené z britských přebytků. Minolovky Bicester a Berkely se tak dnes jmenují Europe (M62) a Kallisto (M63).[1]

 Litva
- Litevské námořnictvo – 2 jednotky zakoupené roku 2008 z britských přebytků. Bývalé Cottesmore (M53 Skalvis) a Dulverton (M51 Kuršis) byly Litevským námořnictvem převzaty roku 2011.[1] Generálku a modernizaci plavidel provedla britská firma Thales UK. Lodě například dostaly bojový řídící systém Thales MCUBE a nový sonar typu 2193. Do služby vstoupily v roce 2013.[5] Roku 2020 Litva zakoupila rovněž minolovku Quorn.[6]

## Operační služba
Minolovky této třídy byly nasazeny během první války v Zálivu. Zlikvidovaly zde přes 200 iráckých min.